# エジプトの世界遺産

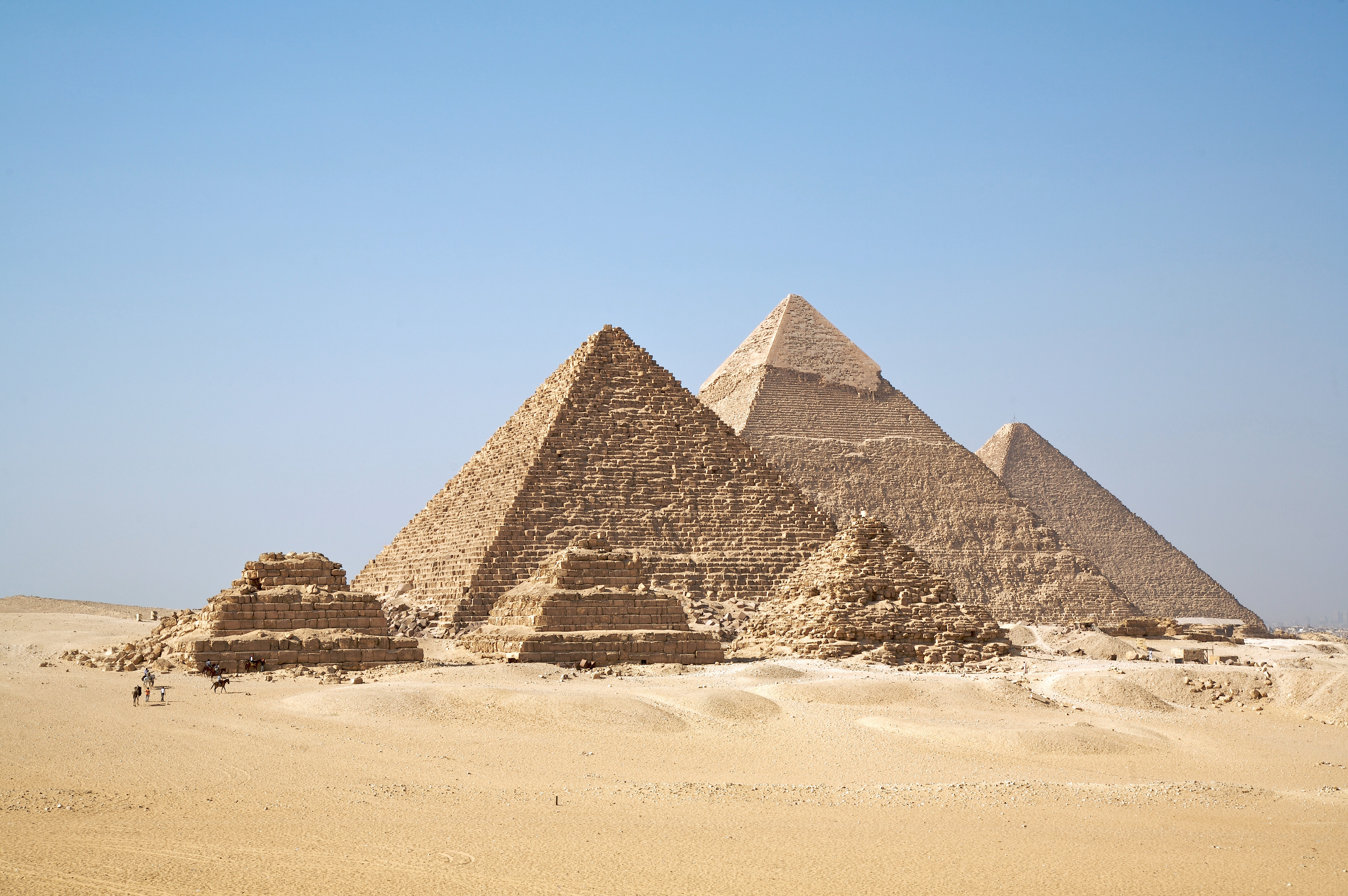
ギザのピラミッド群

エジプトの世界遺産（エジプトのせかいいさん）はユネスコの世界遺産に登録されているエジプトの文化・自然遺産の一覧。

## 文化遺産
- メンフィスとその墓地遺跡-ギーザからダハシュールまでのピラミッド地帯 -（1979年）
- 古代都市テーベとその墓地遺跡 -（1979年）
- アブ・シンベルからフィラエまでのヌビア遺跡群 -（1979年）
- カイロ歴史地区 -（1979年）
- アブ・メナ -（1979年）
- 聖カトリーナ修道院地域 -（2002年）

## 自然遺産
- ワディ・アル・ヒタン -（2005年）

## 複合遺産
なし